# 浙东运河
浙东运河又名杭甬运河，是中国浙江省境内的一条运河，西起杭州市滨江区西兴街道，跨曹娥江，经过绍兴市，东至宁波市镇海区甬江入海口，全长239公里。运河最初开凿的部分为位于绍兴市境内的山阴故水道，始建于春秋时期。西晋时，会稽内史贺循主持开挖西兴运河，此后与曹娥江以东运河形成西起钱塘江，东到东海的完整运河。南宋建都临安，浙东运河成为当时重要的航运河道。元代至清代，浙东运河重要性有所下降，但仍然保持畅通。直到近代，在新式交通方式的冲击下，运河作用逐渐被取代。2002年，浙东运河全线进行改造，2007年底部分通航，2009年工程全部完成，但宁波段长时间无法贯通，至2013年年末方才通航。
由于浙东地区地势南高北低，河流多为南北向，因此，东西走向的浙东运河需要穿越多条自然河流。为维持不同区域的水位并使船隻能够通过水位不同的河段，运河中修建了许多碶闸和堰坝设施。这与数量众多，形式各异的桥梁一起成为了浙东运河的特色，也成为了重要的运河遗产。
2013年5月，浙东运河被纳入第七批全国重点文物保护单位，成为大运河项目的一部分。在此之前的2008年11月，作为京杭大运河的延伸段和大运河与海上丝绸之路联通的通道，浙东运河被列入中国大运河申遗项目，申报世界文化遗产，并于2014年与京杭大运河和隋唐大运河一起列入世界遗产名录。

## 运河走向
历史上的浙东西起杭州市滨江区西兴街道，在西兴后进入萧山区境内，随后进入柯桥区钱清街道，与钱清江故道相交。此后运河向东南进入越城区并途经绍兴老城区，此后进入上虞区境内，与曹娥江相交。自西兴至曹娥江的运河又名“西兴运河”或“萧绍运河”。运河在曹娥江东岸分为两支。北侧运河又名“虞余运河”，从曹娥江东岸上虞百官的上堰头至余姚市曹墅桥连接姚江。南侧运河又名“四十里河”，自曹娥江至通明坝汇入姚江，另有后新河、十八里河并行。此后主河道进入自然河道，在丈亭镇分出支流称“慈江”，在宁波市海曙区高桥镇大西坝分出支流称“西塘河”。此后干流经姚江与奉化江在宁波三江口汇合成甬江，最后在镇海招宝山东面汇入东海。慈江自西向东，在慈城南面分出支流“刹子港”，在小西坝联通姚江。慈江干流经过化子闸改称“中大河”，此后从江北区进入镇海区，最后汇入甬江。西塘河向东到达宁波老城望京门，连接护城河和城内水系，并与奉化江相连。在自然河道形成内外江平行的格局是为了避让外江潮汐并截弯取直。
21世纪初经过改建的运河起自钱塘江三堡船闸，改由钱塘江、浦阳江、西小江进入原萧绍运河至曹娥江，此后通过四十里河进入姚江，最后利用自然河道抵达甬江口。

## 运河历史
由于浙东地区水量充沛，因而修建运河较为容易，从而运河的修建过程常常并不见诸史料。据考证，浙东运河的历史可以追溯到春秋时期的山阴故水道。根据《越绝书》载，山阴故水道起于范蠡修建山阴大城（大致相当于今绍兴老城）东郭门，终于上虞东关练塘，长20.7公里。晋惠帝时，为满足灌溉需要，由会稽内史贺循主持，修建从钱塘江东岸的西兴至会稽城的西兴运河。此后，这段运河与上虞以东运河以及姚江、甬江的自然水道形成了浙东运河。南北朝时，经过官方和民间的经营，运河的形制已经基本成型。唐代中叶，随着江南运河沿线航运的日益繁忙，浙东地方官员主持疏浚浙东运河，增设堰碶设施，开挖新河道并疏浚鉴湖使之成为运河重要的水源。
南宋定都临安，宋金对立使得京杭大运河北部与江南联系中断，因而浙东运河和江南运河一起成为南宋的生命线。加之南宋重视对外贸易，而庆元府（今宁波）是当时重要的对外贸易港口，因而南宋政权格外重视对浙东运河的整修。南宋初年，宋高宗赵构即征发民夫修整浙东运河绍兴及余姚段。在整个南宋统治时期，浙东运河经过多次整饬，航运条件有了较大改善。据《嘉泰会稽志》，当时浙东运河在萧山县和上虞县境内可通行二百石船只，而山阴县和姚江可通行五百石船只。此时的运河航运条件和繁荣程度均达到极盛。
元明时期，官方对浙东运河的修缮和维护仍然在进行，使得浙东运河的航运一直不废，但已不如南宋时的繁华。明代，浙东自然条件发生了变化。原先阻隔运河的钱清江窨塞，钱清南北堰拆除，因而萧山、曹娥之间的水路不再有阻隔。随着明代浙江各地海塘的建设和海涂的开发，运河沿线形成了湖泊密布的水系。清代，浙东运河日渐衰败，运河沿线的驿传多有撤并。据黄宗羲记叙，此时的浙东运河较大的船只不过数十石，与南宋以百石记已不可同日而语。尤其是清末，随着轮船和杭甬铁路的出现，浙东运河的作用逐渐被取代。中华人民共和国成立后，浙东运河经历了数次整治，疏浚航道，同时新增附属设施，以便利运输和灌溉。
20世纪末，由于宁波港的开发，港口运输成本日渐提高，重建浙东运河被提上议事日程。2009年，浙东运河改建工程完工，至2016年1月全线可通航500吨级船舶，至2020年，内河集装箱吞吐量超过5000标准箱。

## 运河作用
浙东运河在历史上的作用可以大致分为航运、灌溉、漕运、水驿四个部分。

### 航运

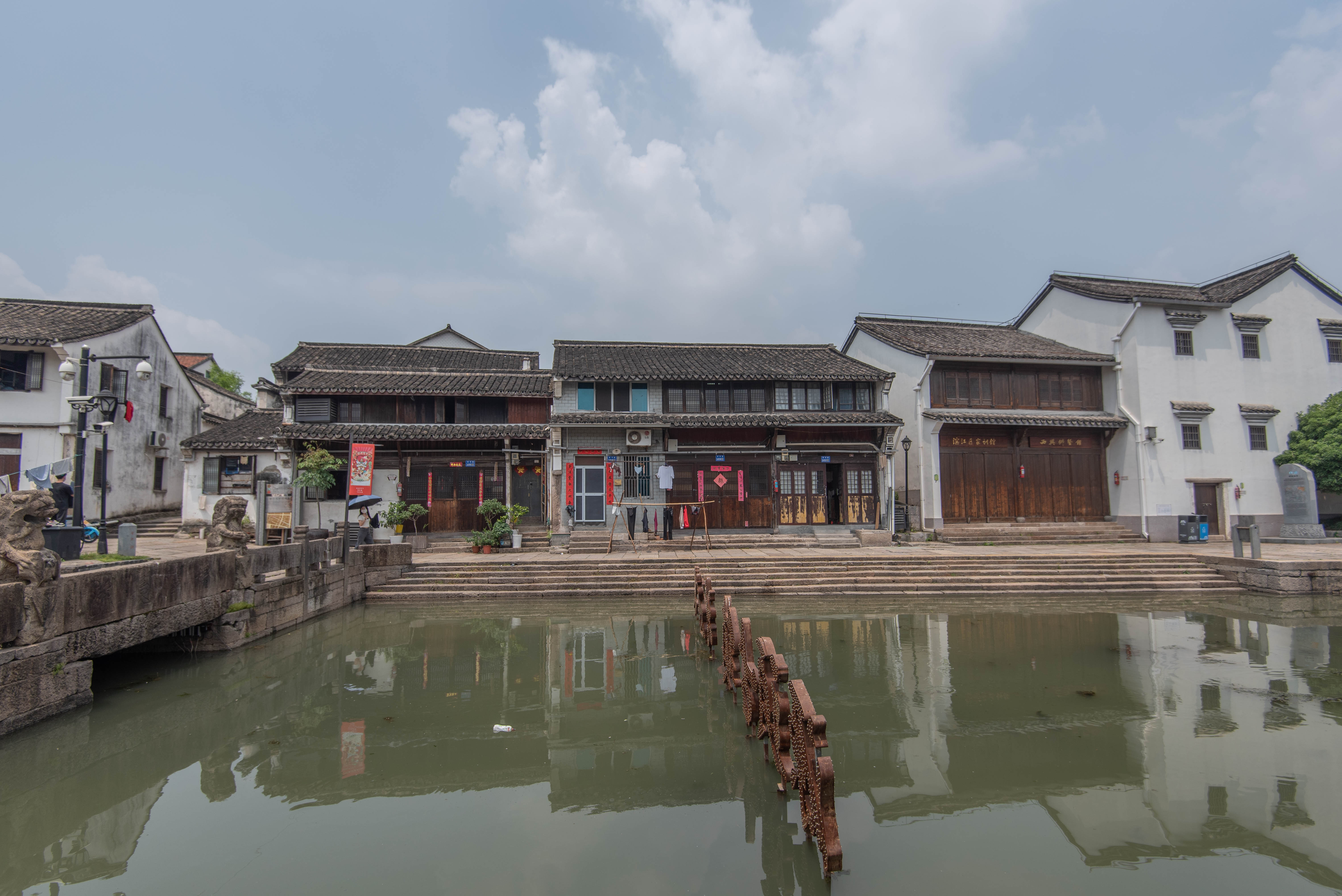
西兴过塘行码头

航运是浙东运河重要的功能。由于杭州湾潮水来势凶猛，因而古代浙东船只多取到浙东运河前往杭州。南宋时期，浙东运河曾经成为王朝对外贸易的重要通道。瓷器等出口产品通过浙东运河运往宁波，再通过海上丝绸之路运往海外。日本、越南、高丽等地的产品也通过浙东运河运往京城。外国使节也往往从宁波登岸，再经由浙东运河前往临安。明代，宁波成为接待日本贡船的唯一港口，贡品通过浙东运河前往京师。除了官方贸易之外，沿浙东运河的民间航运同样发达。直到20世纪50年代末，浙东运河上的短程航运依然发达，20世纪80年代，随着道路条件的改善，运河在航运方面的作用方才被较大程度地取代。

### 灌溉
浙东运河的一大重要任务为灌溉运河两岸的耕地。西晋时修建的西兴运河，其最初的用途即为灌溉。南朝时设置堰埭4座，唐代元和十年（815年）运河官塘得到修筑，浙东运河蓄水排涝的功用得到完善。从宋代至明清，历代修缮运河河网蓄泄设施，使得运河的闸坝节制系统较为完善。

### 漕运
浙东是中国古代重要的漕粮征发地区，因而浙东运河承担了漕运的重要任务。唐代，运河设施即纳入官办，漕粮自浙东运河到达西兴之后，渡过钱塘江，经由京杭大运河运抵京城。南宋时，浙东盐米和各种物资大量由浙东运河运往临安，而福建所运漕粮也自海路登岸，经由浙东运河运往临安。元代实施漕粮海河联运，宁波设立漕粮海运管理机构，浙东运河运输的漕粮经由宁波（时称庆元）港转为海运。直到明代，经由浙东运河的漕运仍然较为发达。清代咸丰年间再行海漕，运河漕运功能始废。

### 水驿
浙东运河的另一项重要功能是作为驿道存在。运河的起点西兴曾设立西兴驿，途径浙东运河转发各地来往绍兴、宁波、台州的公文。同时还设有递铺，负责邮政事务。宋代，沿运河曾设置12处驿站，明代有所裁撤，清代乾隆二十年后保留西兴驿，其余各县设驿。光绪三十二年，近代邮政建立，递铺遂取消。宣统三年，清帝退位，驿站全部撤消，但运河仍然保留一定的邮政功能，直至铁路和公路的普及。
由于浙东运河的作用，尤其是在漕运和海外贸易方面的作用，以浙江大学陈桥驿教授为代表的一些学者认为，“中国大运河”应当包含浙东运河。

## 重要遗存
浙东运河沿线保留了大量相关文化遗迹。其中包含全国重点文物保护单位3处，省级文物保护单位近20处，市县级文物保护单位众多，主要为水利设施，桥梁及其他相关设施。此外，运河沿岸也分布着一些受运河影响的古镇。

### 水利设施

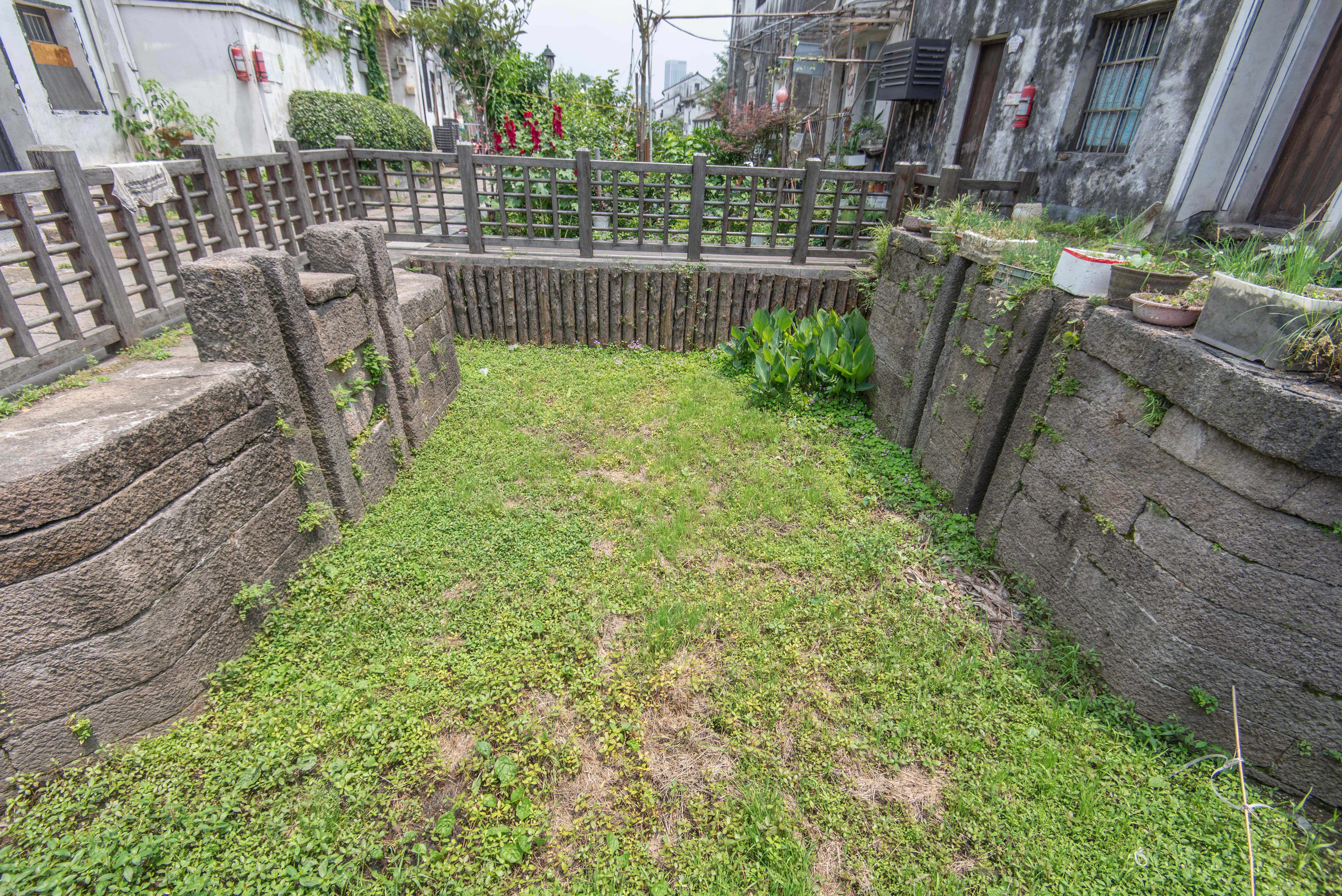
永兴闸遗址

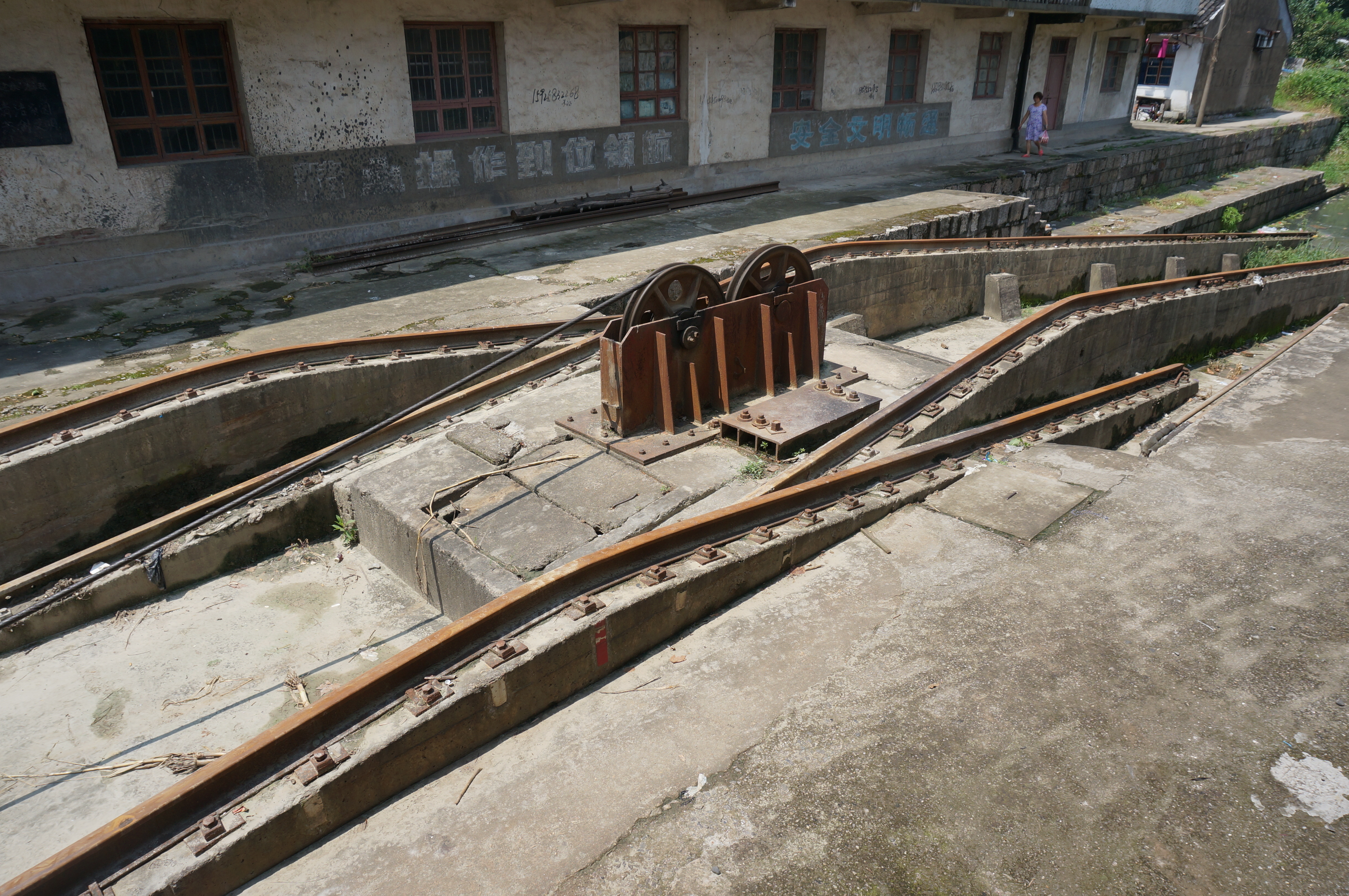
曹娥老坝底堰坝

由于地理条件的原因，浙东运河必须穿过多条自然河流。为维持水位的稳定，并造福两岸农业，浙东运河沿线设置了大量水利设施，主要由堰坝和闸门组成。运河干流和支流中重要的堰坝有位于杭州市萧山区的永兴闸、位于上虞境内的曹娥堰、梁湖堰、通明堰、清水闸，位于余姚境内的斗门闸、云楼下坝和位于宁波市辖区内的西渡堰。
- 永兴闸俗称龙口闸，位于西兴，距萧山县治10里，为浙东运河西起点。原为堰坝，万历十五年改为闸，用于阻挡钱塘江潮水。今存遗迹[16]。
- 曹娥堰位于曹娥江西岸，距绍兴府城90里。原为闸，今存堰坝。目前设升船机[16]。
- 梁湖堰位于曹娥江东岸，沟通曹娥江和四十里河，历史上曾多次迁移。[16]现址位于梁湖镇外梁湖村，由于杭甬运河改建，此堰坝已不再使用[24]。
- 通明堰位于上虞丰惠镇，附近有北堰和南堰[16]，今存遗址[25]。
- 清水闸位于上虞蒿坝镇，南宋嘉泰年间建清水闸桥，下设斗门，此后历代重修[16]。
- 斗门闸位于余姚市，记载见于南宋，老闸现存但已不再使用，1983年建升船机，与老闸一起反映运河水利设施的演进[26]。
- 下坝位于余姚市，又名大江口坝，距余姚县城40里，沟通十八里河和姚江，曾为明代宁波至绍兴的必经之路。今存遗址，后建有升船机[16]。
- 西渡堰又名大西坝，位于宁波市海曙区，始建于宋代，今址建于明代正统年间，联通姚江和西塘河，是古代明州城进京的重要通道，至今保存完好[16]。

目前，这些堰坝被列入浙江省第六批文物保护单位中的“钱塘江与运河运口水利航运设施”、“曹娥江运口水利航运及服务设施”、“通明堰遗址群”、“驿亭——五夫水利航运设施”、“清水闸及管理设施”、“姚江水利航运设施及相关遗产群”等项目予以保护。

### 古纤道

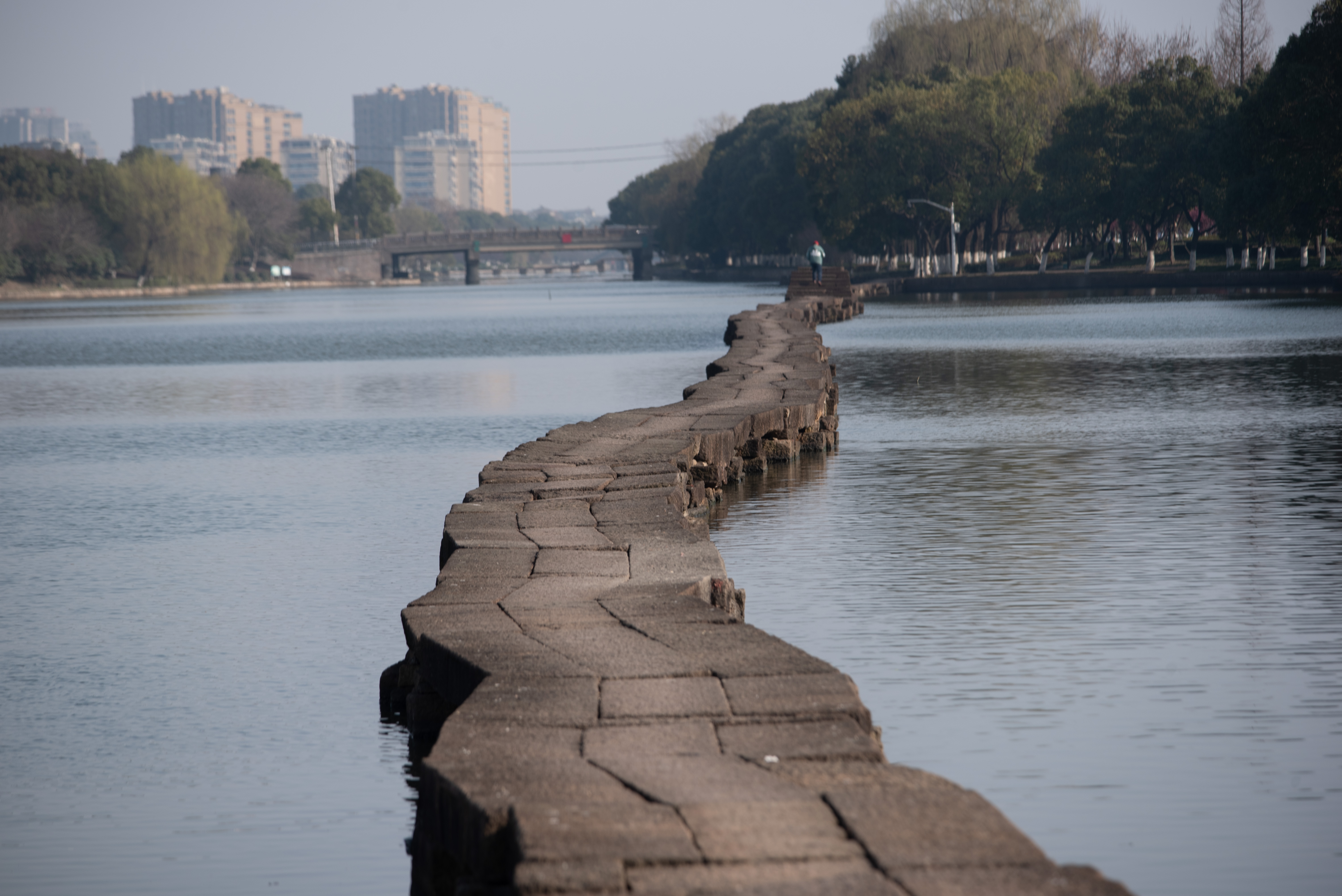
绍兴柯桥境内的古纤道

纤道是运河纤夫行走的道路，在浙东运河各个河段均有分布，尤其集中位于萧山和绍兴市境内。浙东运河纤道始建于唐元和十年（815年），全长近百里，其中以钱清板桥至上谢桥的全长7.5公里的纤道保存较为完整。浙东运河纤道具有单面靠岸和双面临水两种形式，后者又可分为实体纤道和石墩纤道。双面临水纤道中常见隔一定距离设置桥梁用于船只通行，有“白玉长堤”之称。
目前，位于绍兴市境内钱清镇板桥至柯桥街道上谢桥的纤道被列入第三批全国重点文物保护单位，萧山段纤道、绍兴渔后桥段纤道、绍兴皋埠段纤道、上虞段纤道以“浙东运河古纤道”的名义作为第七批全国重点文物保护单位大运河子项得到保护。

### 古桥

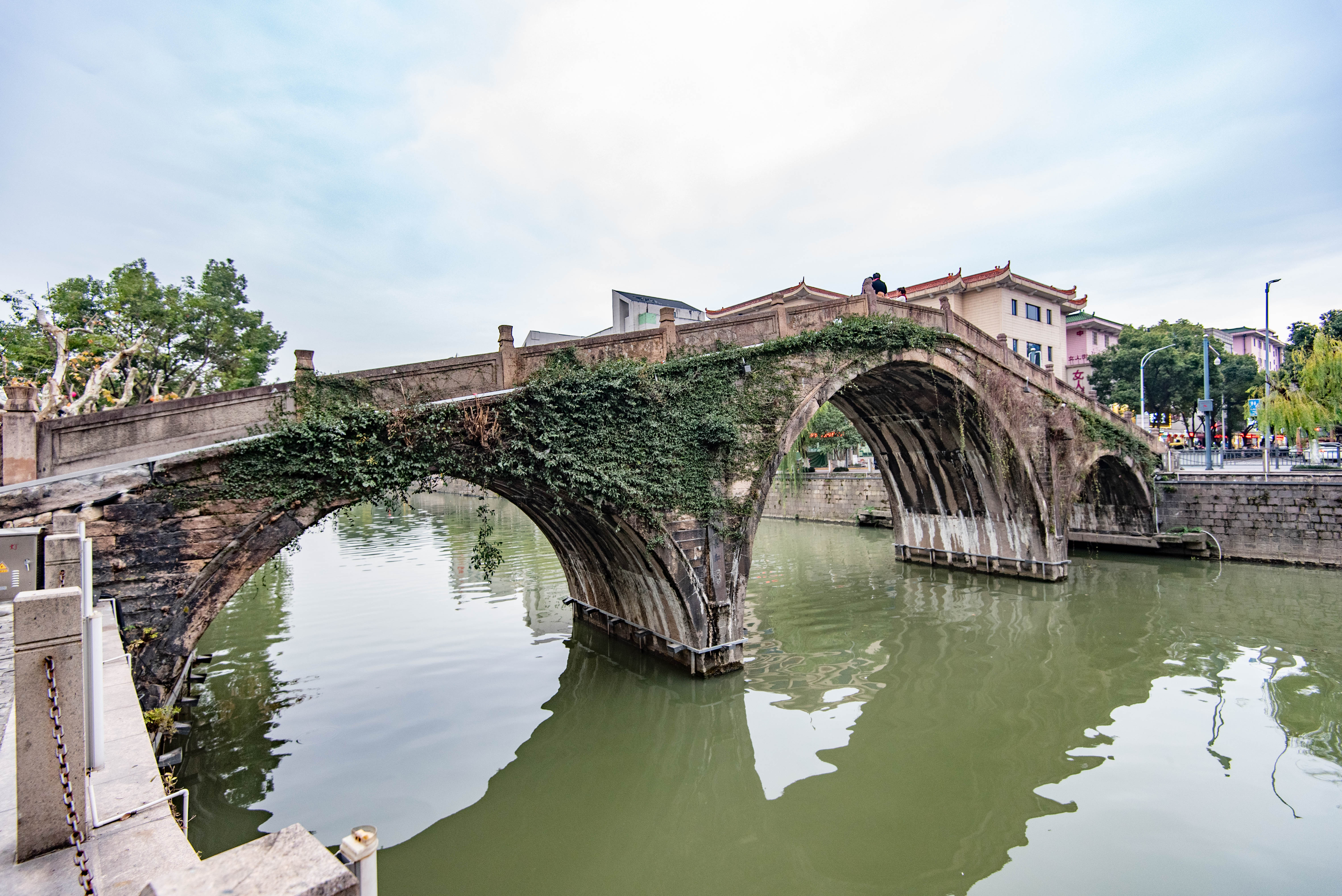
余姚通济桥

浙东运河上古桥众多，且桥梁形式多样。主要的桥梁形式有半圆拱、七折边拱、马蹄型拱、立交桥以及其他类型的桥梁。不少桥梁被列入各级文物保护单位。在此之中，绍兴市境内的部分桥梁以绍兴古桥群的名义被列入全国重点文物保护单位。
- 八字桥位于绍兴市越城区，始建于南宋，现存桥梁加固于1982年。桥梁跨越三条河道，两侧各设两条落坡[31]。
- 广宁桥位于绍兴市越城区，始建于北宋，重修于明万历年间，为绍兴现存最长的单孔七折拱桥[32]。
- 太平桥位于绍兴市，始建于万历四十八年，重修于咸丰八年，为单孔拱桥与八孔石梁桥结合。桥下设有栈道，这种形式被认为是中国早期立交桥的代表。
- 泾口大桥位于绍兴市柯桥区，由三孔马蹄形拱桥和三孔石梁桥组成，现有桥梁重建于清代宣统年间[33]。
- 通济桥位于余姚市，目前桥梁重建于清代雍正年间，为二墩三跨石拱桥，以大主跨而闻名，曾有“浙东第一桥”之称[34]。

### 古镇

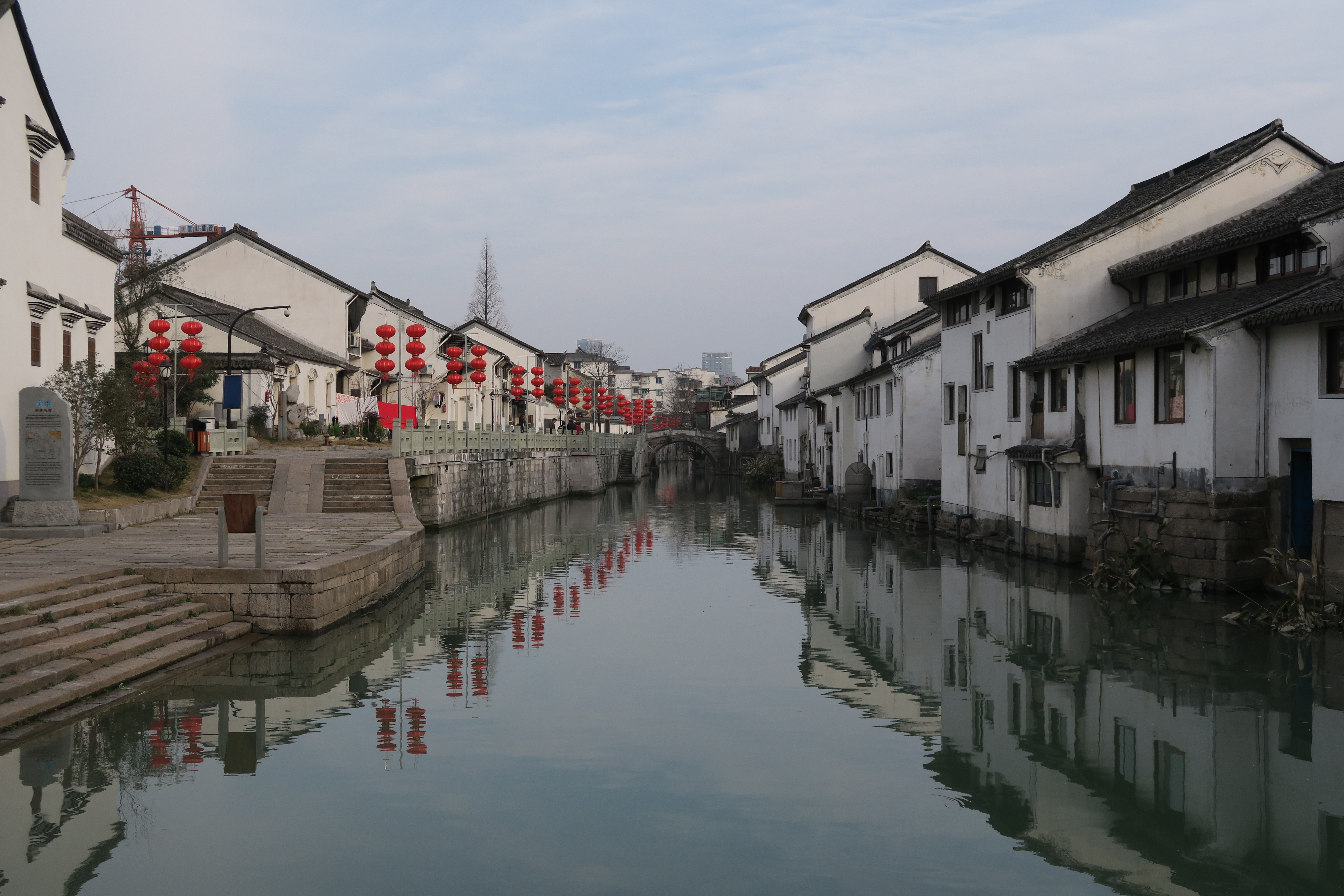
毗邻运河的西兴古镇

浙东运河沿线的许多城镇都与运河密切相关。运河经过的城池有萧山、山阴、会稽、上虞（旧治）、余姚、慈溪（旧治）和宁波，各城池大都曾设置水门，以便利船只出入。随着现代城市建设，运河沿岸城镇旧有的风貌多已不存在。但一些古镇由于未经充分开发而保留下来。
- 西兴古镇是浙东运河的西端起点，基本定型于明代。其中有为数众多的“过塘行”经营运河运输业务[35]。
- 慈城古县城是原宁波府慈溪县县治所在地，始建于唐开元二十六年，保存了典型的江南县城格局[36]。

### 其他遗迹
- 西兴过塘行位于西兴，承担人货中转业务。出现于明代万历年间，清末民初最为繁荣，曾有72家半，抗日战争时过塘行衰败，目前部分建筑为浙江省文物保护单位[37]。
- 鉴湖位于绍兴，开挖于东汉，曾经承担运河蓄水泄洪的重要功能。南宋以后由于开垦，湖区面积逐渐萎缩，这一功能不复存在。[16]
- 平桥水则碑位于宁波，建于明代，石碑没入水中，上书一“平”字，是宁波河网的水位观测设施[38]。

## 文化影响
在梁祝传说中，梁山伯寻找同门师妹祝英台便是取道浙东运河。浙东运河西段由于李白、杜甫、贺知章、王维等四十余位唐代著名诗人造访，而与曹娥江、剡溪、天姥山、天台山等构成“浙东唐诗之路”。唐代之后，一直到近代，陆游、范成大、秦观、朱彝尊、鲁迅等著名文人途径浙东运河，留下不少传世作品。1488年，朝鲜官员崔溥曾由于暴风漂流到中国台州，后从宁波经浙东运河到杭州，再经京杭大运河取道北京回国，将沿途见闻写成《漂海录》，成为研究中国明代国情的重要资料。

## 现代开发
在中华人民共和国交通运输部2007年颁布的《全国内河航道与港口布局规划》中，浙东运河-京杭运河是长三角航道网络中的骨干线。浙东运河的改建提出于1983年，当时，经过局部改建，运河的通行能力仅为40吨。2002年，针对原有运河堰坝多，通航吨位小，不能应对现代物流需要的缺陷，浙东运河改建工程启动。改建的浙东运河以四级航道（通行500吨级货轮）为标准，西起钱塘江西岸的三堡船闸，依次流经钱塘江、浦阳江、西小江、曹娥江、四十里河、姚江、甬江，在甬江口注入东海。工程共兴建桥梁130余座、船闸8座，并改建沿线铁路、公路、受影响建筑物和通航标志。2009年9月，工程全部完成，成为中国大陆历史上单项工程投资规模最大的内河改造建设项目。在完工前的2007年12月，运河已经部分建成通航，杭州段和绍兴段已经成为繁忙的水道。但宁波段由于姚江上桥梁大都达不到通航要求，改建投资巨大，运河宁波段迟迟未能通航，曾引起中国大陆不少媒体的关注。

## 世界遗产
2006年，京杭大运河申报世界遗产工作启动。最初，这一计划仅仅包括隋唐运河和明清运河。在有关专家和媒体的推动下，2008年11月，浙东运河被纳入中国大运河申报世界遗产计划。时任国家文物局局长单霁翔曾经表示，浙东运河加入大运河申遗使得大运河与海上丝绸之路相连，而隋唐大运河的起点洛阳也是陆上丝绸之路的起点，而这形成了“一个必然存在的文化、商品、信息的大的交通、一个大的循环”。
2014年，在多哈召开的第38届世界遗产委员会会议上，包含浙东运河的大运河项目被正式列入世界遗产名录。被列入世界遗产名录的遗产点包括：
- 萧绍运河，其中包括：
  - 萧绍运河河道
  - 西兴码头和过塘行遗址
  - 八字桥
  - 八字桥社区
  - 绍兴古纤道
- 虞余运河
- 浙东运河宁波段
- 宁波三江口，其中包括：
  - 庆安会馆